# Szeleste
Szeleste é um município da Hungria, situado no condado de Vas. Tem 20,75 km² de área e sua população em 2015 foi estimada em 654 habitantes.